# Mangrovebossen van Centraal-Afrika
De mangrovebossen van Centraal-Afrika (Engels: Central African mangroves) vormen een ecoregio in de West- en Centraal-Afrikaanse landen Ghana, Nigeria, Kameroen, Equatoriaal-Guinea, Gabon, Congo en Angola. 

## De ecoregio
De mangrovebossen komen voor in vruchtbare riviermondingen en lagunes langs de kusten van West- en Centraal-Afrika. Een groot deel van deze ecoregio bevindt zich in Nigeria en daarnaast zijn er ook belangrijke gebieden in Kameroen, Equatoriaal Guinee en Gabon. Verder zijn er nog losse plekken in Ghana, Congo en het noorden van Angola. Het grootste gebied met mangrovebossen ligt aan de delta van de rivier de Niger die uitmondt in de Golf van Guinee, terwijl andere gebieden de oostkant van de delta van de rivier de Cross in Nigeria en Kameroen, de Wouri-monding in Kameroen en de monding van de rivier de Muni aan de grens van Equatoriaal-Guinea en Gabon omvatten.

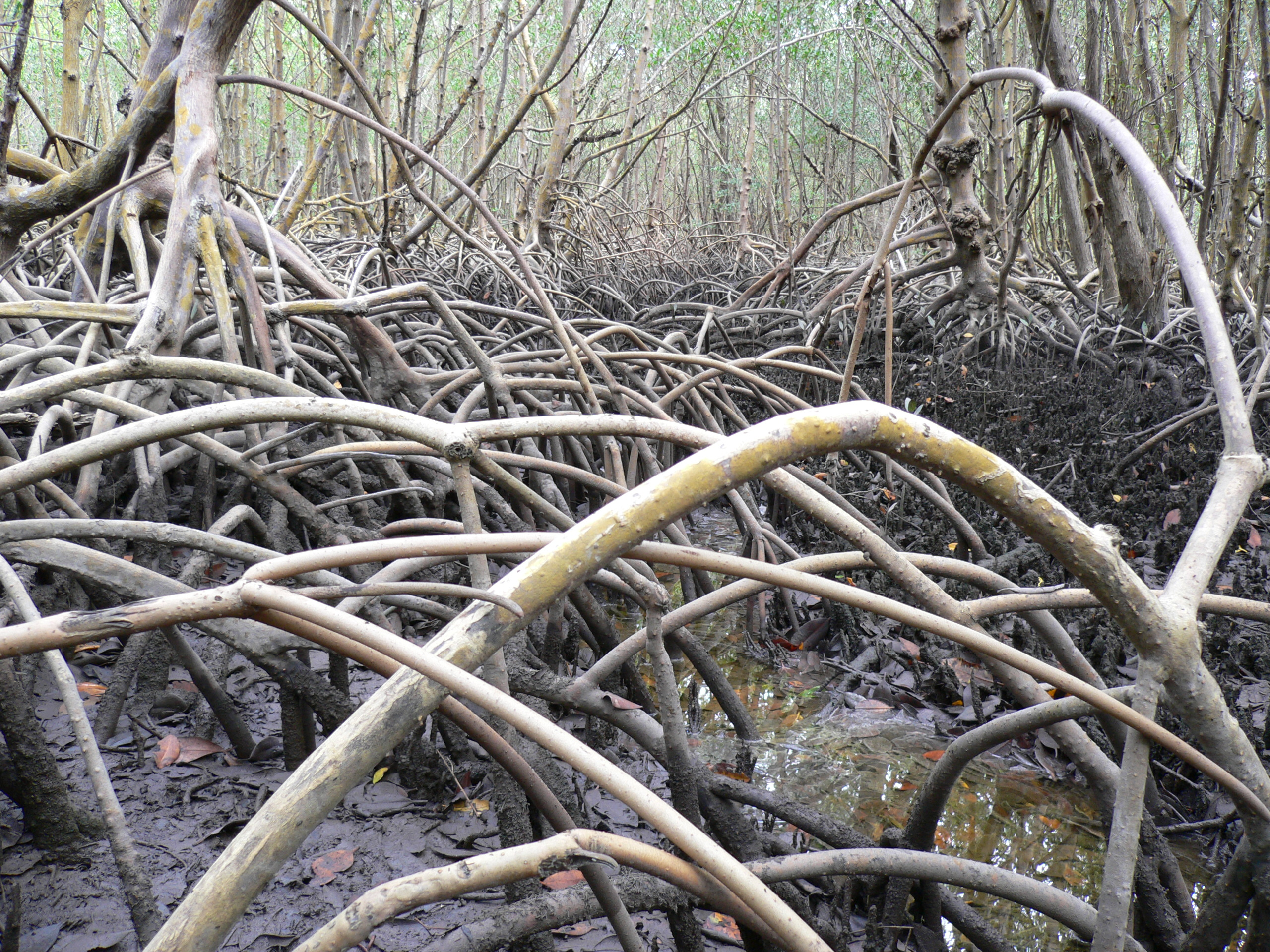
Kenmerkende luchtwortels van de witte mangrove (Laguncularia racemosa)

Deze mangrovebossen zijn een thuishaven voor veel diersoorten en daarnaast houden ze de rivieren op hun plaats, filteren ze het water en zorgen voor de ophoping van voedselrijke grond op de oevers. Mangroven gedijen goed in een vochtig tropisch klimaat waar de zee warm is en waar tijdens de vloed het zeewater de rivieren in stroomt. Langs de Congolese kust is er minder mangrovebegroeiing, dit omdat daar de Benguelastroom voor koud zeewater zorgt. 

## Flora
Binnen deze ecoregio komen 5 soorten mangrovebomen voor. Het gaat om de rode mangrove (Rhizophora mangle), zwarte mangrove (Avicennia germinans), witte mangrove (Laguncularia racemosa) en de soorten Rhizophora racemosa en Rhizophora harrisonii. Deze bomen kunnen een hoogte van 45 meter bereiken. Deze vegetatie varieert, wat afhankelijk is van de bodem, die uit zanderige laagtes en modderige holtes kan bestaan. Verder komen er in moerassige gebieden langs kreken en rivieroevers andere soorten voor dan in lagunes en getijdengebieden. 

## Fauna
De ecoregio kent rijke gemeenschappen van oesters, krabben en ongewervelde dieren en een grote verscheidenheid aan vissen die in de mangrovebossen schuilen en paaien. Deze zijn belangrijk voor het hier voorkomende dierenleven, waaronder apen, West-Afrikaanse lamantijnen, dwergnijlpaarden en schildpadden, zoals de Afrikaanse drieklauw. Verder is de ecoregio een belangrijk broedgebied voor watervogels zoals de mangrovereiger en de Afrikaanse dwergaalscholver en strijken er grote groepen vogels neer tijdens de vogeltrek. 

## Galerij

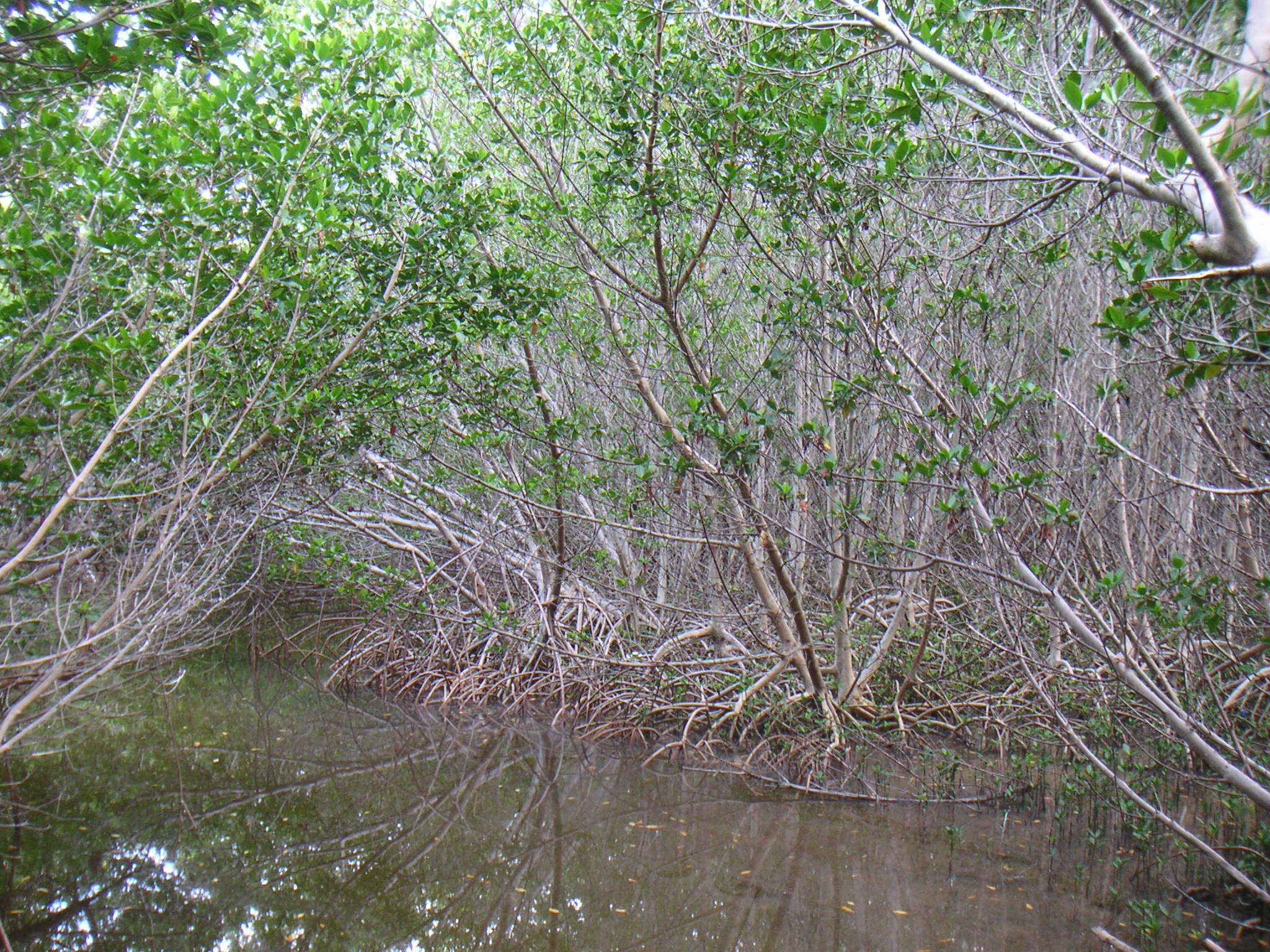
Rhizophora mangle
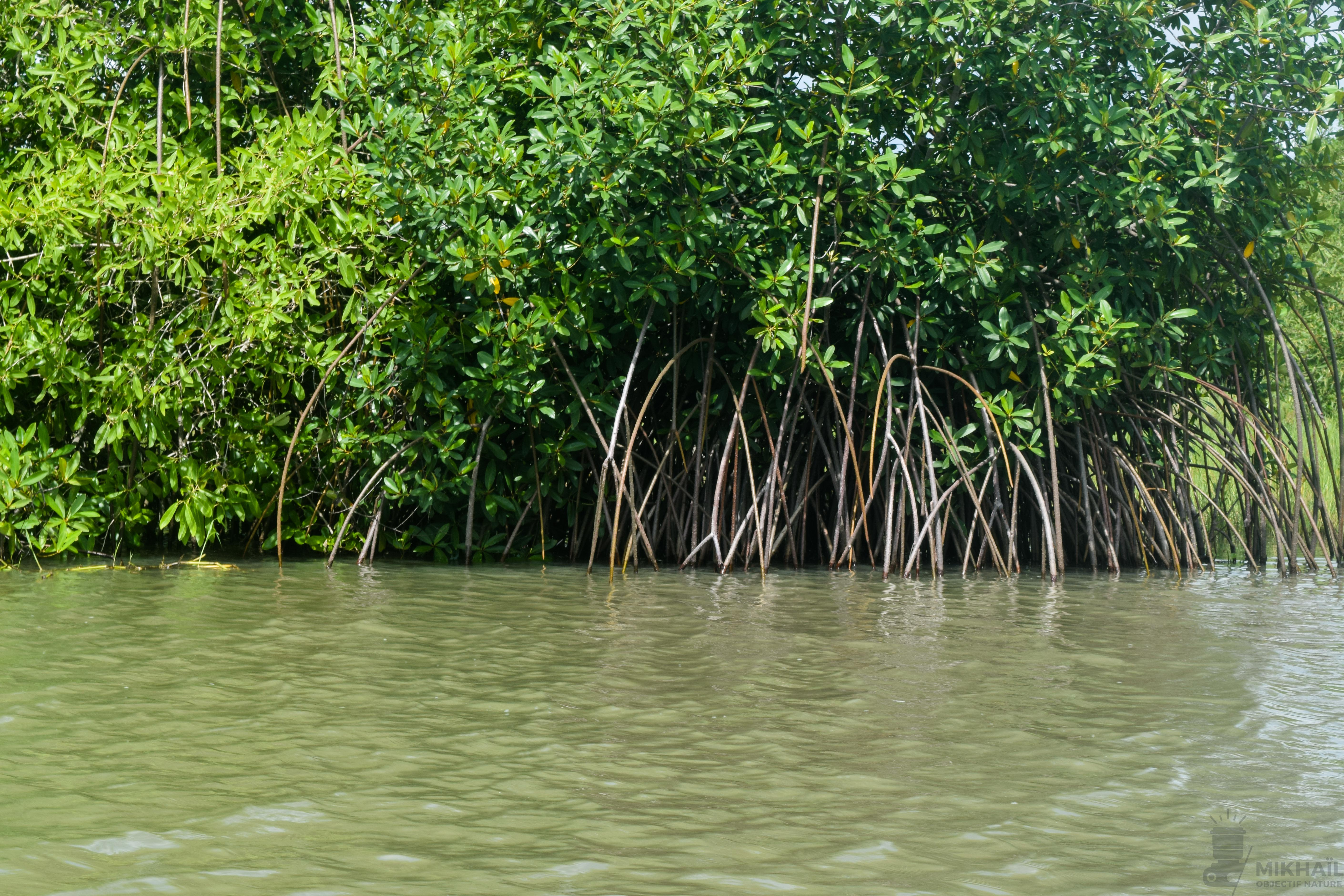
Lumnitzera littorea
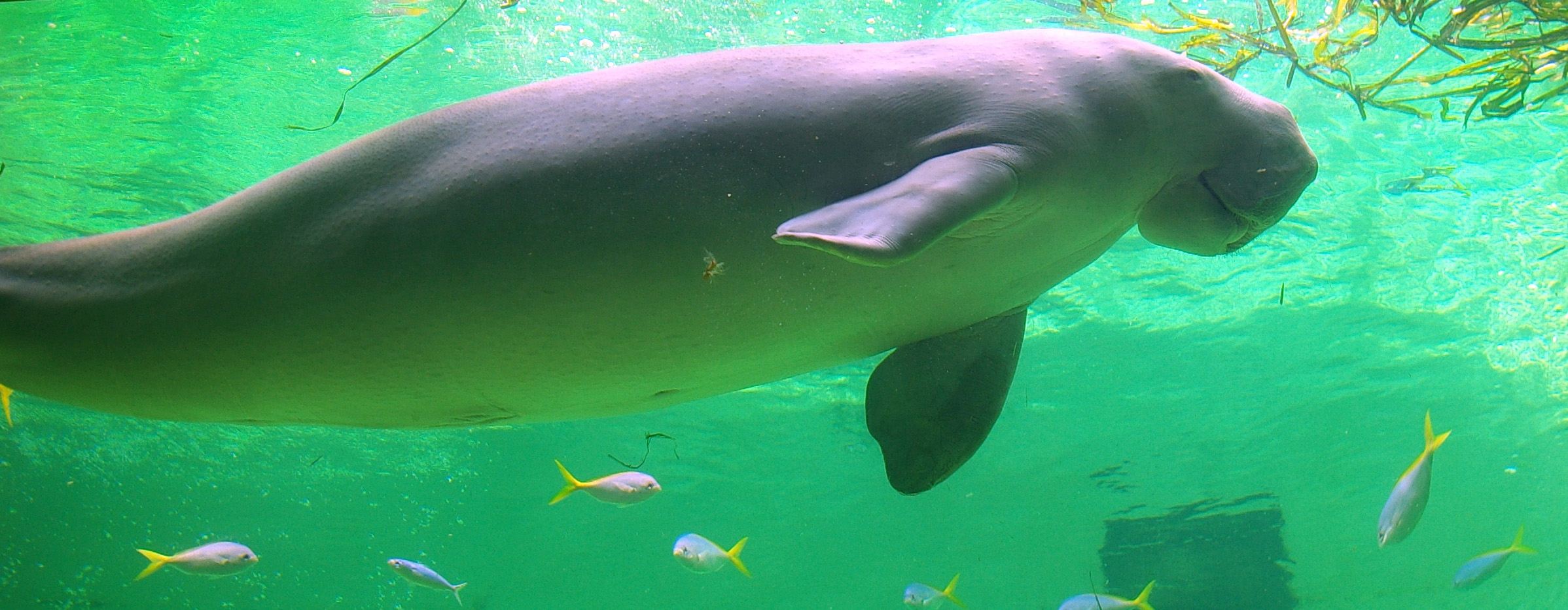
West-Afrikaanse lamantijn
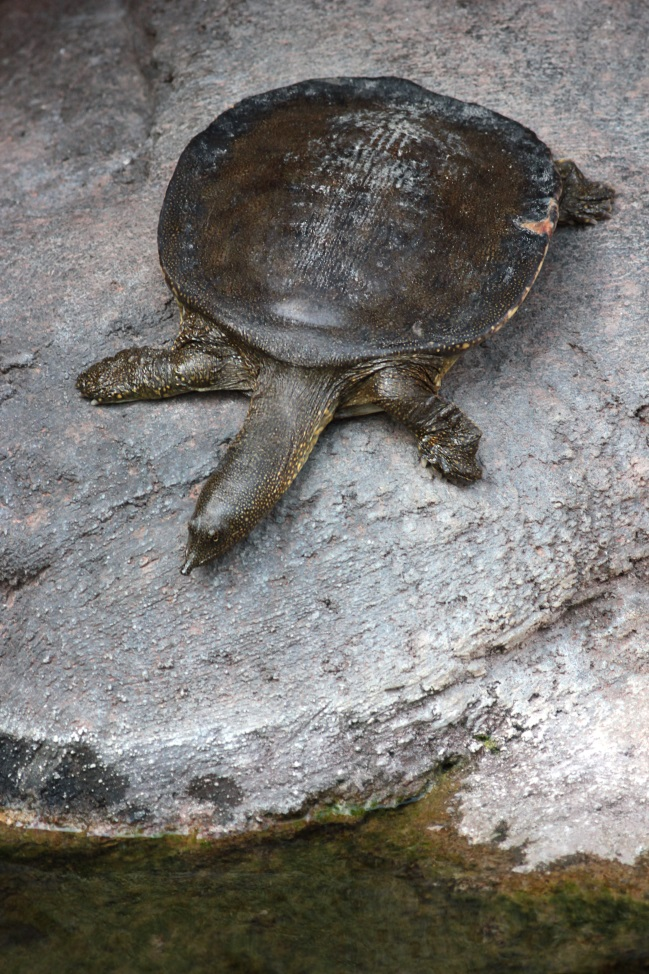
Afrikaanse drieklauw
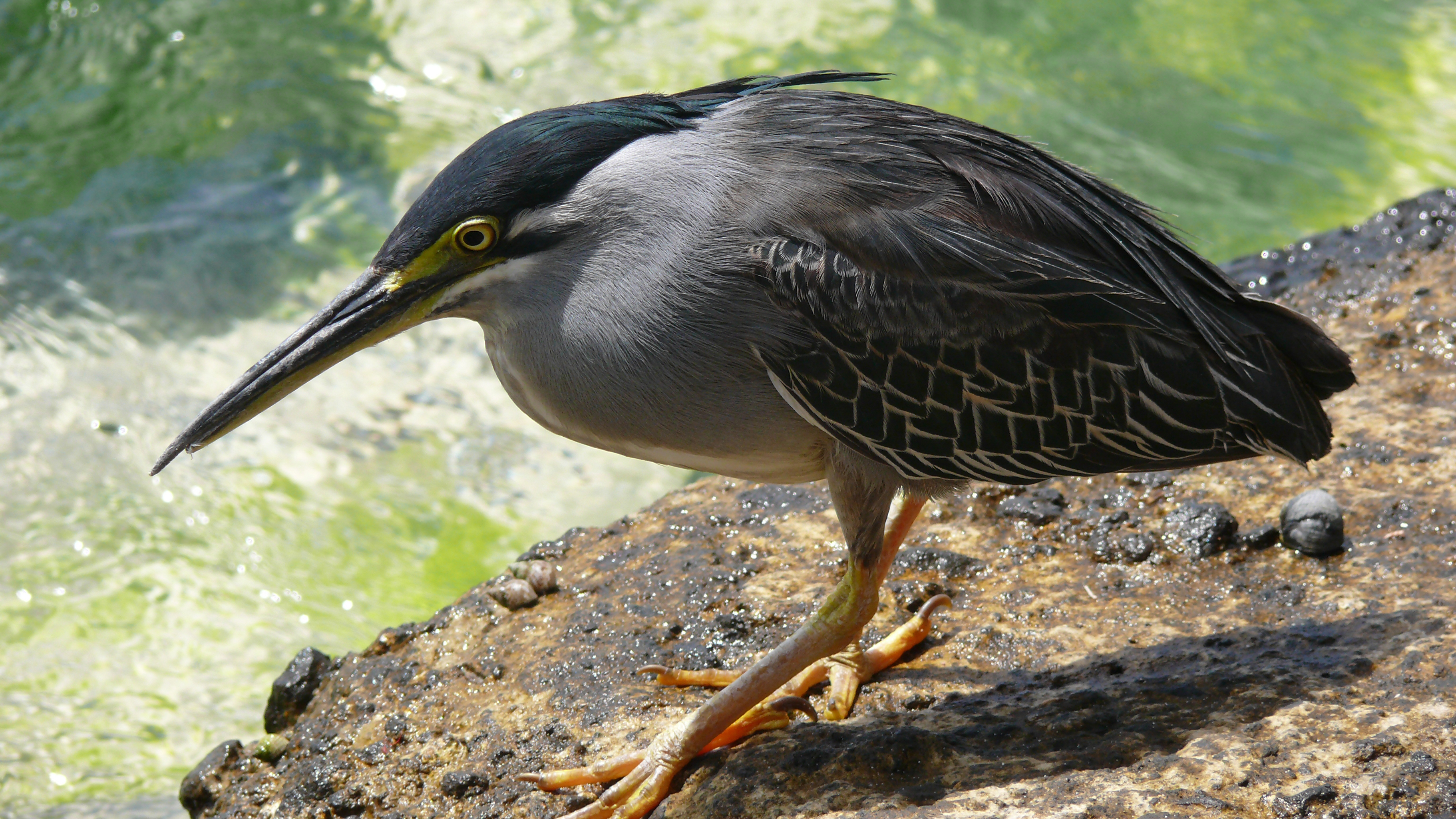
mangrovereiger